# Lotononis arenicola
Lotononis arenicola är en ärtväxtart som beskrevs av De Wild. Lotononis arenicola ingår i släktet Lotononis och familjen ärtväxter. Inga underarter finns listade i Catalogue of Life.